# Shulamith Firestone
Shulamith Firestone, detta Shulie (Ottawa, 7 gennaio 1945 – New York, 28 agosto 2012), è stata un'attivista canadese naturalizzata statunitense, che ha partecipato attivamente a tre gruppi femministi: New York Radical Women, Redstockings, e New York Radical Feminists.

## Attivismo
Nell'ottobre del 1967, dopo essersi trasferita a New York, ha fondato il gruppo New York Radical Women (NYRW), che però ebbe vita breve. Successivamente, da questo gruppo nacque Redstockings, che aveva preso il nome dal Blue Stockings Society, un gruppo letterario di donne del diciottesimo secolo. Fra i membri del Redstockings si ricordino Kathie Sarachild, che ha coniato il famoso motto "Sisterhood is powerful" e Carol Hanisch, che ha coniato, invece, "The personal is political" ("Il personale è politico"). Dopo lo scioglimento di questo secondo gruppo nel 1970, ha poi creato New York Radical Feminists (NYRF) assieme a Anne Koedt.

## Opere
Senza dubbio la sua opera più importante è La dialettica dei sessi (The Dialectics of sex), in cui unisce le teorie di Karl Marx con quelle di Sigmund Freud, Frederick Engels e Simone de Beauvoir dandone un'interpretazione femminista. Secondo Firestone, le donne sarebbero dominate dagli uomini a causa della loro biologia o, meglio, dalle strutture sociali patriarcali e che le toccherebbero soprattutto per quanto riguarda la gravidanza e la crescita dei figli. A suo parere, le donne dovrebbero pertanto acquisire il controllo dei mezzi di riproduzione e superare il patriarcato consisterà nel liberarsi non unicamente dal privilegio maschile ma anche della distinzione stessa fra i sessi, in modo che nessun essere umano sia più giudicato dai genitali che possiede.
Uno dei principali obiettivi della rivoluzione femminista è consistito nella totale disintegrazione del concetto di famiglia. A tal fine l’autrice riteneva necessaria la liberazione sessuale di donne e bambini e quindi la normalizzazione di omosessualità, incesto e pedofilia (nel suo libro si parla esplicitamente di sesso con i bambini, anche tra madre e figlio) poiché i tabù sessuali esisterebbero soltanto per tutelare la “tirannia della famiglia biologica”: «[…] ho chiarito il mio punto di vista: con un’analisi femminista l’intera struttura del freudismo – per la prima volta – acquisisce un senso compiuto, chiarendo importanti aree correlate come l’omosessualità, persino la natura dello stesso tabù dell’incesto repressivo: due argomenti causalmente correlati che sono stati elaborati a lungo con poca unanimità. Possiamo comprenderli, finalmente, solo come sintomi della psicologia di potere creata dalla famiglia. […] Una volta che la famiglia è divenuta il centro del moralismo religioso, e tutte le libere passioni sono state legate al di fuori di essa, con le donne e il sesso, il tabù contro l’incesto si è consolidato, autoperpetuandosi. […] Cosicché per eliminare il tabù dell’incesto dovremmo eliminare la famiglia e la sessualità così come è strutturata adesso. Non è un’idea così malvagia. Perché questa tradizionale e ormai quasi universale proibizione dell’incesto ci ha portato ad accettare come “normale” una sessualità in cui il potenziale individuale rimane inappagato» così in Dialettica tra i sessi pagg. 55 e 56.
L’autrice era comunque gravemente instabile ed interiormente gravata da pesanti disturbi molto probabilmente conseguenti a traumi infantili profondi ed irrisolti, come dimostrano molte delle forti e violente espressioni che usa nei suoi libri che esprimono risentimento e rabbia, e si trovò quindi a combattere, per tutto il resto della vita, contro una grave forma di schizofrenia paranoide e nell’ultimo libro "Spazi senz’aria" raccontava proprio la sua esperienza con la malattia mentale.